# 2536 Kozyrev
2536 Kozyrev è un asteroide della fascia principale. Scoperto nel 1939, presenta un'orbita caratterizzata da un semiasse maggiore pari a 2,3060660 UA e da un'eccentricità di 0,2275524, inclinata di 4,87002° rispetto all'eclittica.